# Soultzmatt
Soultzmatt – miejscowość i gmina we Francji, w regionie Grand Est, w departamencie Górny Ren.
Według danych na rok 1990 gminę zamieszkiwało 1997 osób, a gęstość zaludnienia wynosiła 102 osób/km² (wśród 903 gmin Alzacji Soultzmatt plasuje się na 130. miejscu pod względem liczby ludności, natomiast pod względem powierzchni na miejscu 71.).